# God's Problem Child
God's Problem Child è un album in studio del cantautore statunitense Willie Nelson, pubblicato nel 2017. 

## Tracce
1. Little House on the Hill – 3:02 (Lyndel Rhodes)
2. Old Timer – 3:34 (Donnie Fritz, Lenny LeBlanc)
3. True Love – 3:01 (Willie Nelson, Buddy Cannon)
4. Delete and Fast Forward – 3:25 (Nelson, Cannon)
5. A Woman's Love – 3:23 (Mike Reid, Sam Hunter)
6. Your Memory Has a Mind Of Its Own – 3:29 (Nelson, Cannon)
7. Butterfly – 3:51 (Sonny Throckmorton, Mark Sherrill)
8. Still Not Dead – 2:33 (Nelson, Cannon)
9. God's Problem Child – 4:57 (Jamey Johnson, Tony Joe White)
10. It Gets Easier – 3:07 (Nelson, Cannon)
11. Lady Luck – 3:31 (Nelson, Cannon)
12. I Made a Mistake – 3:17 (Nelson, Cannon)
13. He Won't Ever Be Gone – 3:15 (Gary Nicholson)